# Carlos Almada (Sänger)
Carlos Almada (* 26. März 1918 in Buenos Aires; † 9. Juli 1982 ebenda) war ein argentinischer Tangosänger.

## Leben und Wirken
Almada war Schüler von Eduardo Bonessi. Zwölfjährig sang er bei einer von der Stadt Buenos Aires organisierten Show in der Avenida de Mayo den Tango Serpentina de esperanza. 1932 engagierte ihn Oscar de la Fuente als Sänger für sein Sextett, mit dem er im Café El Nacional auftrat. In der Folgezeit gehörte er zu den Orchestern von Hugo Calasi, Alberto Pugliese und Alejandro Scarpino. 1944 waren er und Adolfo Rivas Sänger des Orchesters von Víctor D’Amario. Ab 1946 trat er mit dem Orchester Lucio Demares mit dem Geiger Raúl Kaplún als Duo Almeda/Kaplún in Rundfunk und bei Tourneen – u. a. in Kuba – auf.
Als Gesangsduo mit dem jungen Sänger Oscar Ferrari und dem Orchester Edgardo Donatos trat Almada bis 1949 in Buenos Aires und bei Radio El Mundo auf. Von 1950 bis 1952 nahm er mit Donato mehrere Titel beim Label Pampa auf. Danach wechselte er zu Alfredo Gobbi, mit dem auch einige Aufnahmen entstanden. Nach einem Jahr kehrte er zum Orchester D’Amarios zurück, 1956 schloss er sich erneut Demare an, mit dem er in einer Sendereihe bei Radio Belgrano auftrat. 1959 waren er und Artemio Rolando die Sänger in Donatos Orchester. Seit den 1960er Jahren trat Almada aus gesundheitlichen Gründen nur noch gelegentlich auf.

## Aufnahmen
- Che bandoneón
- Mamboretá
- A media luz
- Pituca
- Se va la vida
- Qué fenómeno
- Cómo se pianta la vida
- El patio de la Morocha
- El vinacho
- Por quién doblan las campanas
- El camión
- Muchacho
- Mi serenata (Duo mit Alberto Podestá)
- As de cartón
- Aunque seas mujer
- Por qué canto así